# The Fog (Death-Doom-Band)
The Fog ist eine 2013 gegründete Death-Doom-Band.

## Geschichte
Die Gruppe The Fog wurde im Frühjahr 2014 als Trio von Bassist Christoph „C.C. Defiler“ Merz, Sänger und Gitarrist Matthias „V.Lord“ H. und Schlagzeuger Daniel „Avenger“ Cichos gegründet. Nach der Veröffentlichung erster Demoaufnahmen kontaktierte Raúl Sampedro von Memento Mori das Trio und bot The Fog einen Vertrag zur Veröffentlichung eines kommenden Albums an. Die Gruppe, die ursprünglich ein weiteres Demo ausarbeiten wollte, nahm das Vertragsangebot an und spielte das am 25. Januar 2016 veröffentlichte Album Perpetual Blackness ein.
Die internationale Resonanz auf Perpetual Blackness fiel gemischt aus. Für das Webzine Voices from the Darkside wurde die Idee rohen Death Doom zu spielen von Marco Stebich gelobt, das Songwriting jedoch bemängelt, Stefano Cavanna räumte in einer für In Your Eyes verfassten Rezension ein, dass ihm der Stil selbst zu wenig melancholisch sei, kritisierte hinzukommend ebenfalls das Songwriting, verwies jedoch zugleich auf Anhänger des frühen Extreme Doom als potentielle Hörer für die das Album attraktiv sei. Hingegen V. Srikar lobte das Album für Metal Temple und verwies auf „einige wirklich exzellente Songs“ und eine gelungene Produktion. Auch Fróði Tórálvsson Stenberg sah in dem Album einen simplen Ansatz, der als „ein solides Zeugnis für die Meister der alten Schule“ eines düsteren Death Doom funktioniere. Auch štěpán von Fobia Zine sah in Perpetual Blackness eine gelungene Reminiszenz an die Interpreten des frühen Death Doom.
Auf die Veröffentlichung folgten diverse Auftritte zu welchen mit dem Gitarristen Flo ein viertes Mitglied zur Band stieß. Den Auftritt beim Necrosabbat Ritual im November 2016 dokumentierte die Band mit der im Februar 2018 über Deathstrike Records veröffentlichten MC Necrofog Ritual. Eine weitere MC folgte in Form der Split-EP Wolves of Nihil im Februar 2020. Die gemeinsam mit Varcolak gestaltete EP wurde über Aderlass Kunstverlag veröffentlicht.

## Stil
The Fog spielt Death Doom in einer als urtypisch geltenden Variante. Als Vergleich wird insbesondere auf die Gruppe Winter verwiesen. Als weitere Vergleichsgrößen werden Celtic Frost / Hellhammer, Decomposed Dismember, Autopsy, Delirium, Goatlord und Necro Schizma angeführt. Die Band entschied sich bewusst für den Stil, da dieser perfekt sei, „um fiese und gruselige Musik zu machen. Dem klassischen Doom Metal fehl[e] diese besondere Art von Bösartigkeit, während der ‘einfache’ Death Metal eine andere Atmosphäre anstrebt.“ Die als „[d]reckig, minimalistisch und sehr effizient im Erzeugen verzweifelter Atmosphären“ wahrgenommene Musik ist Riffbetont vom verlangsamten Death-Metal-Gitarrenspiel geprägt, dabei allerdings repetitiv und mit einer inhärenten „misanthropischen Stimmung“ die an Celtic Frost und Hellhammer erinnere. Der gutturale Gesang wird als ein erstickendes Jaulen assoziiert, das von sterbenden Menschen kommen könne.

## Diskografie
- 2014: Void Nexus (Demo, Into Dungeons Records)
- 2016: Perpetual Blackness (Album, Memento Mori)
- 2018: Necrofog Ritual (Live-Album, Deathstrike Records)
- 2020: Wolves of Nihil (Split-EP mit Varcolak, Aderlass Kunstverlag)